# Liste der denkmalgeschützten Objekte in Schönberg am Kamp
Die Liste der denkmalgeschützten Objekte in Schönberg am Kamp enthält die 27 denkmalgeschützten, unbeweglichen Objekte der niederösterreichischen Marktgemeinde Schönberg am Kamp.

## Denkmäler
| Foto |                 | Denkmal | Standort                                                               | Beschreibung | Metadaten |
| ---- | --------------- | --- | ---------------------------------------------------------------------- | --- | --- |
| ja   | Datei hochladen | Ortskapelle HERIS-ID: 66755 Objekt-ID: 79663                                                                    | Altenhof 53, gegenüber Standort KG: Altenhof                           | Die Ortskapelle von Altenhof ist ein schlichter Rechteckbau mit Apsis und hölzernem Dachreiter. Laut Dehio-Handbuch wurde sie im späten 19. oder frühen 20. Jahrhundert errichtet. Nach anderen Angaben erfolgte der Bau bereits 1780, der Grundbucheintrag über die Einverleibung des Grundstückes in die Gemeinde jedoch erst 1884. | BDA-Hist.: Q38114321 Status: § 2a Stand der BDA-Liste: 2025-06-30 Name: Ortskapelle GstNr.: .21                                                                                            |
| ja   | Datei hochladen | Ortskapelle HERIS-ID: 66756 Objekt-ID: 79664                                                                    | Buchberger Waldhütten 19, gegenüber Standort KG: Buchberger Waldhütten | Die Ortskapelle von 1818 liegt etwas erhöht auf einem Felsen. In dem innen flach gedeckten Rechteckbau mit Apsis und vorgestelltem Fassadenturm befindet sich ein Triumphbogen auf Pilastern und eine Mariazeller Madonna aus dem 19. Jahrhundert. | BDA-Hist.: Q38114329 Status: § 2a Stand der BDA-Liste: 2025-06-30 Name: Ortskapelle GstNr.: .4                                                                                             |
| ja   | Datei hochladen | Ehem. Pfarrhof und Speicherbau HERIS-ID: 33860 Objekt-ID: 31636                                                 | Freischling 35 Standort KG: Freischling                                | Der zweigeschoßige Pfarrhof gegenüber der Kirche, ein josephinischer Bau von 1783 mit Walmdach und möglicherweise älterem Kern, wurde 1978 restauriert. Die Fassade ist mit Kordonbändern, Lisenen und Putzplatten gegliedert. Das seitliche Hoftor mit Dreieckgiebel verfügt noch über die Türflügel aus der Bauzeit. Das Untergeschoß ist durch eine Stichkappentonne mit angeputzten Graten gedeckt. Im Obergeschoß befindet sich eine Flachdecke mit geschweiftem Putzdekor. Im rechten Winkel schließt an das Haupthaus ein Wirtschaftstrakt an. | BDA-Hist.: Q37954592 Status: Bescheid Stand der BDA-Liste: 2025-06-30 Name: Ehem. Pfarrhof und Speicherbau GstNr.: .10                                                                     |
| ja   | Datei hochladen | Kath. Pfarrkirche hl. Laurentius HERIS-ID: 49692 Objekt-ID: 53693                                               | Freischling 41, bei Standort KG: Freischling                           | Die etwas erhöht gelegene Pfarrkirche von Freischling, ein 1792/93 durch Adam Reininger errichteter, 1951/52 renovierter, josephinischer Saalbau mit Turmfassade, ist dem heiligen Laurentius geweiht. An der lisenengegliederten Westfassade erhebt sich ein Turmaufsatz mit Zwiebelhelm zwischen eingeschwungenen Giebelschrägen. Das Langhaus ist ein Saalraum mit Lisenengliederung und Flachdecke und platzlunterwölbter Westempore auf Säulen. Daran anschließend liegt der eingezogene Chor und an der Nordseite ein Sakristeianbau. Zur Ausstattung zählen ein Hochaltar mit Volutenaufbau über Lamm Gottes aus der Zeit um 1792 mit einem Altarbild von Johann Wallenberger, ein Seitenaltar mit einer Statue Maria mit Kind, eine josephinische Kanzel sowie mehrere Ölbilder und Statuen. | BDA-Hist.: Q38035522 Status: § 2a Stand der BDA-Liste: 2025-06-30 Name: Kath. Pfarrkirche hl. Laurentius GstNr.: .37 Pfarrkirche Freischling                                               |
| ja   | Datei hochladen | Ortskapelle HERIS-ID: 50239 Objekt-ID: 55030                                                                    | See 1, neben Standort KG: Mollands                                     | Die mit 1779 bezeichnete Ortskapelle von See in der Katastralgemeinde Mollands ist ein rund geschlossener Bau mit Dachreiter und Zwiebelhelm aus Schindeln. Die innen flach gedeckte Kapelle verfügt über einen spätbarocken baldachinförmigen Altaraufsatz mit gewundenen Säulen, eine spätbarocke Holzfigurengruppe der heiligen Anna selbdritt mit stehender Maria aus dem ersten Drittel des 16. Jahrhunderts und ein barockes Kruzifix. | BDA-Hist.: Q38038883 Status: § 2a Stand der BDA-Liste: 2025-06-30 Name: Ortskapelle GstNr.: .63                                                                                            |
| ja   | Datei hochladen | Mariensäule HERIS-ID: 77068 Objekt-ID: 90671                                                                    | Schönbergneustift 48, gegenüber Standort KG: Neustift bei Schönberg    | Laut Sockelinschrift wurde die Mariensäule im Jahre 1700 errichtet. | BDA-Hist.: Q38148307 Status: § 2a Stand der BDA-Liste: 2025-06-30 Name: Mariensäule GstNr.: 460/2 Mariensäule Schönberg                                                                    |
| ja   | Datei hochladen | Ortskapelle hl. Maria Magdalena HERIS-ID: 50342 Objekt-ID: 55208                                                | Oberplank 31, bei Standort KG: Oberplank                               | Die Ortskapelle von Oberplank ist Maria Magdalena geweiht. Sie liegt östlich des Ortes am Steilabhang über dem Kamp, wahrscheinlich im Bereich der ehemaligen Burg, von der ein tiefer Graben und Reste der ehemaligen Burgmauer erhalten sind. Die Kirche ist von einem Friedhof mit Umfriedungsmauer umgeben. Der Rechteckbau mit flach geschlossenem Chor geht im Kern auf das 12. Jahrhundert zurück und wurde im 18. Jahrhundert barockisiert. Das Langhaus ist von einer querovalen Luke und einem rundbogigen Maßwerkfenster unter dem westlichen Giebelreiter, einem genuteten Portal mit vorkragendem Sturz und Rundbogenfenstern durchbrochen. Der eingezogene Chor ist durch eine Futtermauer abgestützt. Das einheitliche Satteldach ist im Chorbereich gredenartig vorgezogen. Südlich an den Chor schließt eine kleine Sakristei an. | BDA-Hist.: Q38039541 Status: § 2a Stand der BDA-Liste: 2025-06-30 Name: Ortskapelle hl. Maria Magdalena GstNr.: .13 Ortskapelle Oberplank                                                  |
| ja   | Datei hochladen | Pfarrhof HERIS-ID: 50396 Objekt-ID: 55330                                                                       | Kirchengasse 1 Standort KG: Plank am Kamp                              | Der Pfarrhof gegenüber der Kirche ist ein zweigeschoßiger Bau von 1784 mit Walmdach, Ecklisenengliederung und im Innenraum vereinzeltem Putzschnittdekor. | BDA-Hist.: Q38039941 Status: § 2a Stand der BDA-Liste: 2025-06-30 Name: Pfarrhof GstNr.: .4                                                                                                |
| ja   | Datei hochladen | Wohngebäude und Wirtschaftshof HERIS-ID: 34764 Objekt-ID: 33155                                                 | Kremserstraße 12 Standort KG: Plank am Kamp                            | | BDA-Hist.: Q37960069 Status: Bescheid Stand der BDA-Liste: 2025-06-30 Name: Wohngebäude und Wirtschaftshof GstNr.: .25/1, .25/2                                                            |
| ja   | Datei hochladen | Kath. Pfarrkirche hl. Nikolaus und Friedhof HERIS-ID: 50397 Objekt-ID: 55331                                    | Kirchengasse 1, gegenüber Standort KG: Plank am Kamp                   | Die dem heiligen Nikolaus geweihte Pfarrkirche liegt westlich des Ortes direkt am Kamp. Ein Friedhof mit Kirchhofmauer schließt nördlich an die Kirche an. Der frühbarocke Saalbau mit neuem Zubau im Westen wurde 1676 unter Verwendung alter Teile neu gebaut. Das ungegliederte Langhaus und der polygonal geschlossene Chor mit Rundbogenfenstern von 1676 haben am Übergang vom Langhaus zum Chor einen Dachreiter mit Uhrengiebeln und Zwiebelhelm aus der zweiten Hälfte des 18. Jahrhunderts sowie im Norden einen eingeschoßigen Sakristeianbau. Im Westen liegt ein Zubau von 1935 mit einer Außentreppe zur Orgelempore. Die Giebelwand ist mit 1676 bezeichnet, die Portalvorhalle mit 1935. An der nördlichen Langhauswand wurden Reste eines möglicherweise romanischen Portals vom Ursprungsbau freigelegt. Das Langhaus ist ein innen flach gedeckter, langgestreckter Saalraum, der 1935 durch die Orgelempore erweitert wurde. Zur Ausstattung zählen unter anderem ein Altar mit Tabernakelaufbau vom Ende des 18. Jahrhunderts, eine klassizistische Kanzel, eine Mauracher-Orgel und ein Taufstein mit gebuckeltem Becken auf Balusterfuß aus der zweiten Hälfte des 17. Jahrhunderts. | BDA-Hist.: Q38039953 Status: § 2a Stand der BDA-Liste: 2025-06-30 Name: Kath. Pfarrkirche hl. Nikolaus und Friedhof GstNr.: .2, 37 Pfarrkirche Plank am Kamp                               |
| ja   | Datei hochladen | Kampbad HERIS-ID: 66791 Objekt-ID: 79700                                                                        | Kamptalstraße 3 Standort KG: Plank am Kamp                             | Das Kampbad in Plank wurde Anfang des 20. Jahrhunderts angelegt. | BDA-Hist.: Q38114483 Status: § 2a Stand der BDA-Liste: 2025-06-30 Name: Kampbad GstNr.: .121, .122                                                                                         |
| ja   | Datei hochladen | Kronabetter-Haus HERIS-ID: 56911 Objekt-ID: 66538                                                               | Hauptstraße 28 Standort KG: Schönberg                                  | Das Kronabetter-Haus ist ein eingeschoßiger, traufständiger Eckbau mit abgefastem Rundbogentor, teilweise unterkehlten Fenstersohlbänken aus dem 16./17. Jahrhundert, mit 1777 bezeichneten Fensterkörben und Stichkappentonnen im Erdgeschoß. | BDA-Hist.: Q38074085 Status: Bescheid Stand der BDA-Liste: 2025-06-30 Name: Kronabetter-Haus GstNr.: .52/2                                                                                 |
| ja   | Datei hochladen | Bauernhof, Hauerhof HERIS-ID: 56912 Objekt-ID: 66539                                                            | Hauptstraße 31 Standort KG: Schönberg                                  | Das Haus in der Hauptstraße 31 ist ein im Kern spätmittelalterlicher, zweigeschoßiger, traufständiger Bauernhof aus dem ersten Drittel des 16. Jahrhunderts mit Walmdach und südlichem Fenstererker auf Konsolen. Im Hof liegt ein Treppenaufgang mit dorischen Säulchen. Das Erdgeschoß ist innen durch eine Stichkappentonne und ein Kreuzgratgewölbe mit angeputzten Graten gedeckt. | BDA-Hist.: Q38074095 Status: Bescheid Stand der BDA-Liste: 2025-06-30 Name: Bauernhof, Hauerhof GstNr.: .21/1                                                                              |
| ja   | Datei hochladen | Kreuzwegstationen Nr. 1, 2, 4-11 von Schönberg nach Stiefern HERIS-ID: 59476 Objekt-ID: 70791 marterl.at: 14356 | bei Kalvarienberg 1 Standort KG: Schönberg                             | Die Kreuzwegstationen am Kalvarienberg nördlich des Ortes sind jeweils unter Nennung ihres Stifters mit 1772 bezeichnet und wurden in den Jahren 1871 und 1952 renoviert. Es handelt sich um Quaderpfeiler auf Sockeln mit ausladenden, abgerundeten Aufsätzen, Deckplatten und Steinkreuzen. | BDA-Hist.: Q38087432 Status: § 2a Stand der BDA-Liste: 2025-06-30 Name: Kreuzwegstationen Nr. 1, 2, 4-11 von Schönberg nach Stiefern GstNr.: 1741/1 Stations of Cross, Schönberg am Kamp   |
| ja   | Datei hochladen | Bürgerhaus HERIS-ID: 34998 Objekt-ID: 33571                                                                     | Kamptalstraße 35 Standort KG: Schönberg                                | Das Bürgerhaus in der Kamptalstraße 35 ist ein eingeschoßiger, traufständiger Zweiflügelbau mit Walmdach und ovalen Gaupen vom Ende des 17./Anfang des 18. Jahrhunderts. Der Treppenaufgang hat tonnengewölbte Arkaden, im Innenraum befindet sich eine gekehlte Flachdecke mit angeputztem Schweifspiegel. | BDA-Hist.: Q37961065 Status: Bescheid Stand der BDA-Liste: 2025-06-30 Name: Bürgerhaus GstNr.: .10                                                                                         |
| ja   | Datei hochladen | Pfarrhof HERIS-ID: 50561 Objekt-ID: 55649                                                                       | Kirchensteig 4 Standort KG: Schönberg                                  | Der Pfarrhof von Schönberg, 1695 erbaut und 1908 renoviert, ist ein zweigeschoßiger Bau mit Ortstein- und Kordongesimsgliederung, Walmdach sowie innen im Erdgeschoß Kreuzgratgewölbe und Stichkappentonne. | BDA-Hist.: Q38040851 Status: § 2a Stand der BDA-Liste: 2025-06-30 Name: Pfarrhof GstNr.: 102/1                                                                                             |
| ja   | Datei hochladen | Kath. Pfarrkirche hl. Agnes und Friedhof HERIS-ID: 50562 Objekt-ID: 55650                                       | neben Kirchenstraße 7 Standort KG: Schönberg                           | Die der heiligen Agnes geweihte Pfarrkirche von Schönberg erhebt sich östlich über dem Markt und ist von einer hohen Wehrmauer sowie zum Teil von einem Graben umgeben. Die gotische, im Kern romanische, teilweise barockisierte Saalkirche wurde 1900/1901 renoviert. Das innen barockisierte und flach gedeckte Langhaus mit nördlichem Treppenanbau, hohem Satteldach, barocken Segmentbogenfenstern, Rechteckfenstern und Steinkreuzaufsatz in der westlichen Giebelwand wurde in seiner heutigen Form im 15. Jahrhundert erbaut, geht aber im Kern möglicherweise bis auf das 13. Jahrhundert zurück. An der Nordseite liegt ein spätgotischer Kapellenanbau von 1476 mit übergiebelten Strebepfeilern, Fünfachtelschluss und zweibahnigen Maßwerkfenstern. Der etwas höher gelegene Chor aus der zweiten Hälfte des 14. Jahrhunderts hat einen 5⁄8-Schluss, gestufte Strebepfeiler, Maßwerkfenster und teilweise zugemauerte Polygonfenster. Im südlichen Winkel wird er von einem Turm aus der zweiten Hälfte des 14. Jahrhunderts bekrönt, der durch ein Kaffgesims in zwei Geschoße gegliedert ist und spitzbogige, zweibahnige Schallfenster mit Maßwerk und Maßwerknasen sowie ein Keildach mit vier übergiebelten Uhrengaupen aus dem dritten Viertel des 19. Jahrhunderts hat. An den Langhauswänden befinden sich gotische Grabsteine mit reliefiertem Doppelwappen und kaum leserlichen Inschriften sowie ein achtseitiger Opferstock aus Stein, der wahrscheinlich Ende des 15./Anfang des 16. Jahrhunderts angefertigt wurde. Zur Ausstattung zählen unter anderem ein Hochaltar von 1719/1720 mit einzelnen Teilen des 17. Jahrhunderts und eine Glocke von Johann Christoph Flos aus dem Jahr 1676. | BDA-Hist.: Q38040862 Status: § 2a Stand der BDA-Liste: 2025-06-30 Name: Kath. Pfarrkirche hl. Agnes und Friedhof GstNr.: .57/1 Pfarrkirche Schönberg am Kamp                               |
| ja   | Datei hochladen | Burgruine Schönenburg HERIS-ID: 59583 Objekt-ID: 70999                                                          | Am Schloßberg 17, südlich Standort KG: Schönberg                       | Die Burgruine Schonenburg liegt südlich des Ortes, auf dem Schlossberg hoch über dem Kamptal. Die Burg wurde urkundlich im 12. Jahrhundert erwähnt, in der zweiten Hälfte des 17. Jahrhunderts zerstört und 1778 zum Abtragen freigegeben. Vereinzelte Fundamentreste und Tonnengewölbe sowie die Ostwand des Palastes sind zum Teil bis heute erhalten geblieben. | BDA-Hist.: Q38087857 Status: § 2a Stand der BDA-Liste: 2025-06-30 Name: Burgruine Schönenburg GstNr.: 374/4 Burgruine Schonenburg                                                          |
| ja   | Datei hochladen | Bildstock HERIS-ID: 66750 Objekt-ID: 79658                                                                      | Stiefernerstraße 21, bei Standort KG: Schönberg                        | Die Pestsäule an der Stieferner Straße nordwestlich des Ortes – ein abgefaster Pfeiler mit Quaderaufsatz – wurde laut Inschrift 1674 errichtet und 1777 renoviert. | BDA-Hist.: Q38114282 Status: § 2a Stand der BDA-Liste: 2025-06-30 Name: Bildstock GstNr.: 1738/7 Kreuz im Renner (Schönberg am Kamp)                                                       |
| ja   | Datei hochladen | Figurenbildstock, Abschied Jesu von seiner Mutter HERIS-ID: 66752 Objekt-ID: 79660                              | Hauptstraße 42, gegenüber Standort KG: Schönberg                       | Im Norden des Ortes steht auf einem laut Inschrift 1772 erbauten Volutenpostament der Figurenbildstock Jesus und Maria (eine Urlaubergruppe). | BDA-Hist.: Q38114312 Status: § 2a Stand der BDA-Liste: 2025-06-30 Name: Figurenbildstock, Abschied Jesu von seiner Mutter GstNr.: 203/1 Urlaubung (Schönberg am Kamp)                      |
| ja   | Datei hochladen | Bildstock HERIS-ID: 66734 Objekt-ID: 79642                                                                      | Standort KG: Schönberg                                                 | Die von einem Steinkreuz bekrönte Pestsäule im Ortsteil Gottsdorf an der Straße nach Mollands ist ein inschriftlich mit 1693 bezeichneter, abgefaster Pfeiler mit Quaderaufsatz und Relief der Marienkrönung. | BDA-Hist.: Q38114183 Status: § 2a Stand der BDA-Liste: 2025-06-30 Name: Bildstock GstNr.: 1732/2                                                                                           |
| ja   | Datei hochladen | Bildstock hl. Johannes Nepomuk und Baldachin HERIS-ID: 66735 Objekt-ID: 79643                                   | Kamptalstraße 12, in der Nähe Standort KG: Schönberg                   | Die Johannes-Nepomuk-Kapelle an der Kampbrücke stammt aus der Mitte des 18. Jahrhunderts. Sie wurde 1920 vom linken Kampufer an den heutigen Standort versetzt und 1950 renoviert. Unter einem ausschwingenden Schindelzeltdach auf vier dorischen Säulen, mit einer Mauerbrüstung mit Bandelwerkdekor und sechs Medaillons in Rocaillekartuschen mit reliefierten Szenen aus dem Leben von Johannes Nepomuk steht eine Statue des Heiligen auf einem gebauchten Postament mit Wappenkartusche. | BDA-Hist.: Q38114193 Status: § 2a Stand der BDA-Liste: 2025-06-30 Name: Bildstock hl. Johannes Nepomuk und Baldachin GstNr.: 1748/8 Hl. Johannes Nepomuk mit Baldachin (Schönberg am Kamp) |
| ja   | Datei hochladen | Bildstock HERIS-ID: 66739 Objekt-ID: 79647                                                                      | Standort KG: Schönberg                                                 | Der Bildstock in der Neustifter Straße – ein abgefaster Pfeiler mit Quaderaufsatz und reliefiertem Kruzifix – ist mit 1680 bezeichnet. | BDA-Hist.: Q38114224 Status: § 2a Stand der BDA-Liste: 2025-06-30 Name: Bildstock GstNr.: 1748/1 Pestkreuz Neustifterstrasse (Schönberg am Kamp)                                           |
| ja   | Datei hochladen | 9 Kreuzwegstationen von Stiefern zum Kalvarienberg HERIS-ID: 66762 Objekt-ID: 79670                             | Kalvarienberg 1, in der Nähe Standort KG: Stiefern                     | Am Kalvarienberg südöstlich des Ortes befinden sich insgesamt 14 bildstockartige Stationen aus dem dritten Drittel des 18. Jahrhunderts mit Segmentbogenabschluss und Reliefs sowie eine Kreuzigungsgruppe auf Sandstein von 1782. Die letzten drei Stationen sind mit dem von Schönberg ausgehenden Kalvarienberg gemeinsam. | BDA-Hist.: Q38114381 Status: § 2a Stand der BDA-Liste: 2025-06-30 Name: 9 Kreuzwegstationen von Stiefern zum Kalvarienberg GstNr.: 3509 Stations of the Cross in Stiefern                  |
| ja   | Datei hochladen | Kath. Pfarrkirche hl. Johannes der Täufer und Kirchhof HERIS-ID: 50660 Objekt-ID: 55859                         | gegenüber Kirchenplatz 1 Standort KG: Stiefern                         | Die Pfarrkirche von Stiefern ist Johannes dem Täufer geweiht und erhebt sich im Osten des Ortes dominierend über dem Kamp. Die spätgotische Saalkirche mit einem westlichen Zubau von 1660 ist von einer mächtigen, mittelalterlichen Wehrmauer umgeben, in der Quadersteine der ehemaligen Burg eingemauert sind. Der ehemalige Friedhof um die Kirche mit einem mit 1758 bezeichneten Totenhaus wurde im 19. Jahrhundert aufgelassen. Das einschiffige Langhaus wurde ebenso wie der einjochige, parallelnetzrippengewölbte Chor mit Fünfachtelschluss, gestuften Strebepfeilern und Spitzbogenfenstern um 1500 geschaffen. Die westlich vorgebaute Querhalle von 1660 wurde von Bartholomäus Lukas entworfen. An der glatten westlichen Giebelwand befindet sich ein Portalvorbau und im Süden eine Heiliggrabkapelle mit kuppeligem Gewölbe. Östlich des dreigeschoßigen Nordturms mit barockem Zwiebelhelm schließt ein Sakristeianbau mit Platzlgewölbe an. Der ehemalige Zugang zum Friedhof ist an der Nordseite. Zur Ausstattung zählen unter anderem ein Hochaltar von 1767, zwei Seitenaltäre, ein Johannes-Nepomuk-Altar in der nördlichen Seitenkapelle, der in der ersten Hälfte des 18. Jahrhunderts aus Einzelteilen montiert wurde, mehrere Engels- und Heiligenstatuen sowie ein Taufbecken aus dem 17. Jahrhundert. | BDA-Hist.: Q38041504 Status: § 2a Stand der BDA-Liste: 2025-06-30 Name: Kath. Pfarrkirche hl. Johannes der Täufer und Kirchhof GstNr.: .2, 22 Pfarrkirche Stiefern                         |
| ja   | Datei hochladen | Bildstock HERIS-ID: 66764 Objekt-ID: 79672                                                                      | Standort KG: Stiefern                                                  | Der südlich des Ortes stehende Pfeiler mit Kreuzigungsrelief und Kreuzaufsatz ist mit 1796 bezeichnet. | BDA-Hist.: Q38114390 Status: § 2a Stand der BDA-Liste: 2025-06-30 Name: Bildstock GstNr.: 3504 Bildstock im Renner (Stiefern)                                                              |
| ja   | Datei hochladen | Ortskapelle HERIS-ID: 50942 Objekt-ID: 56464                                                                    | Thürneustift 14, vor Standort KG: Thürneustift                         | Die Ortskapelle von Thürneustift mit Apsis, Sakristeianbau und vorgestelltem, dreigeschoßigem Fassadenturm mit Pyramidenhelm wurde 1836 erbaut. | BDA-Hist.: Q38042765 Status: § 2a Stand der BDA-Liste: 2025-06-30 Name: Ortskapelle GstNr.: .2 Ortskapelle Thürneustift                                                                    |